# 걸윙 도어

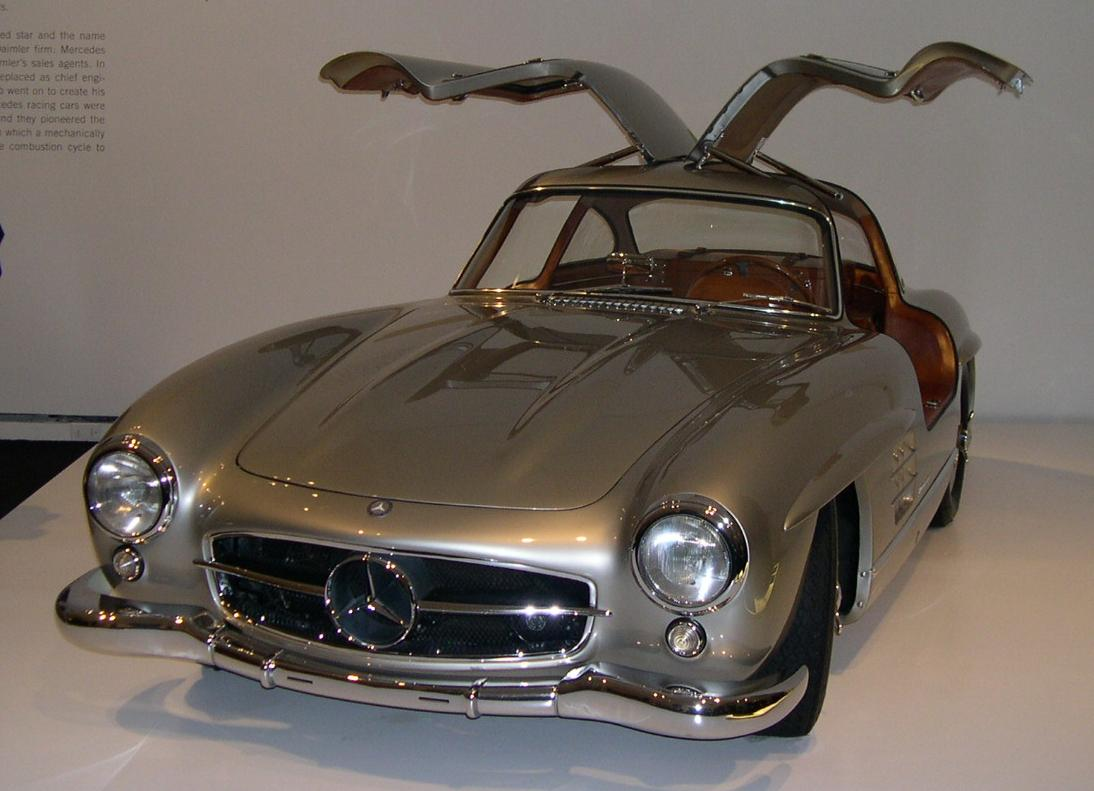

걸윙 도어(영어: Gull-wing door)는 문이 천장(루프)의 일부분과 일체화되어 있고 경첩이 위에 달려 있어 문이 위쪽으로 통째로 들리면서 열리는 도어이다.

## 세부 정보
1950년대 중반의 메르세데스-벤츠 300SL과 1970년대 초의 실험적인 메르세데스-벤츠 C111을 제외하고, 걸윙 도어가 있는 로드 카의 가장 잘 알려진 예는 1970년대의 Bricklin SV-1, DMC이다. 1980년대의 DeLorean과 2010년대의 테슬라 모델 X. 걸윙 도어는 프랑스에서 제작된 4인승 단일 엔진 Socata TB 시리즈와 같은 항공기 설계에도 사용하고 있다.

## 걸윙 도어를 사용하는 차량 목록
- 메르세데스-벤츠 300SL
- 메르세데스-벤츠 SLS AMG
- 파가니 와이라
- 포르쉐 906
- 들로리언 DMC-12

## 같이 보기
- 버터플라이 도어
- 시저 도어